# Hugo Jedig
Hugo Jedig (russisch Гуго Гугович Едиг/Hugo Hugowitsch Jedig; * 
8. September 1920 in Losowaja, Ukrainische SSR, Sowjetunion; † 11. Oktober 1991 in Köln) war ein russlanddeutscher Historiker sowie bedeutender Sprachforscher von wolgadeutschen Dialekten.

## Leben
Hugo Jedig entstammte einer wolhyniendeutschen Familie. In der Wolgadeutschen Republik absolvierte er eine Lehrerausbildung und arbeitete danach zwei Jahre als Pädagoge und Korrektor bei der deutsch-sowjetischen Zeitung Nachrichten, wo er schließlich auf die Schriften der Mundartforscher Georg Dinges und Andrei Dulson aufmerksam wurde. 
Nach Deportation und Arbeitslager kam Jedig in der sibirischen Stadt Tomsk mit Professor Dulson zusammen und begann sich intensiv mit der Dialektforschung der Sowjetdeutschen zu beschäftigen. Im Jahre 1961 promovierte er über plattdeutsche Mundarten der Region Altai. Als Professor an der pädagogischen Hochschule zu Omsk regte er an, die Variationen der deutschen Dialekte in der Sowjetunion der Nachkriegszeit wissenschaftlich festzuhalten. Dazu nutzte er auch die Gelegenheit, Studenten aus den deutschen Sprachinseln zu befragen und Mitarbeiter in die entfernteren Regionen des Landes zu schicken, um seine Karten zu vervollständigen. Bei seinen Forschungen stellte er u. a. fest, dass in der Nachkriegszeit in der Sowjetunion sieben Dialekttypen nachweisbar waren: Pfälzisch, Hessisch, Südfränkisch, Schwäbisch, Bairisch, Wolhyniendeutsch und Platt. Zudem existierten zahlreiche Mischdialekte verschiedener Typen. 
Insbesondere in den Gebieten von Omsk und dem Altai wurden unter Jedigs Anweisungen zahlreiche Sprachaufnahmen gemacht und ein sowjetdeutsches Dialektkorpus zusammengestellt.

## Publikationen (Auswahl)
- Deutsche Mundarten in der Sowjetunion. Geschichte der Forschung und Bibliographie. Marburg: Elwert, 1991, mit Nina Berend.
- Die deutsche Sprachkultur in der Sowjetunion. In: Fleischhauer, Ingeborg/Hugo Jedig (Hrsg.): Die Deutschen in der UdSSR in Geschichte und Gegenwart: ein internationaler Beitrag zur deutsch-sowjetischen Verständigung. Baden-Baden: Nomos, 1990.
- Die deutschen Mundarten in der Sowjetunion. In: Uhlisch, Gerda (Hrsg.): Das Wort. Germanistisches Jahrbuch DDR-UdSSR, 1986.
- Niederdeutsch im Altai-Gebiet. Omsk. Band 1: Phonetik und Morphologie. Band 2: Syntax, beide 1971.
- Laut- und Formenbestand der niederdeutschen Mundart des Altai-Gebietes. Sitzungsberichte der sächsischen Akademie der Wissenschaften zu Leipzig, philosophisch-historische Klasse, Bd. 112, Heft 5, Berlin, 1966.